# Roscheria melanochaetes
Roscheria melanochaetes là loài thực vật có hoa thuộc họ Arecaceae. Loài này được (H.Wendl.) H.Wendl. ex Balf.f. miêu tả khoa học đầu tiên năm 1877.